# 술폴로부스 토코다이
술폴로부스 토코다이는 술폴로부스속에 속하는 한 종이다.